# Ciara
Ciara Princess Harris-Wilson (Fort Hood, 25 de outubro de 1985) é uma cantora, compositora, atriz, dançarina e modelo norte-americana. Ela ganhou fama em 2004, com o lançamento de seu primeiro álbum de estúdio, Goodies, que lhe rendeu os sucessos, "Goodies" e "1, 2 Step". Ela ganhou inúmeros prêmios, incluindo um Grammy Awards, e vendeu mais de 45 milhões de álbuns em todo mundo.

## Biografia
Ciara Princess Harris nasceu em Fort Hood, Texas, filha única de Jackie e Carlton Clay Harris. Cresceu em bases militares na Alemanha, Nova York, Califórnia, Arizona e Nevada, já que seu pai pertencia às Forças Armadas norte-americanas. Seu nome foi inspirado na fragrância Ciara da Revlon, lançada em 1973.
Aos 15 anos, ela fez parte de um girl group chamado "Hearsay", com duas amigas. O grupo durou apenas um ano, mas as composições de Ciara chamam a atenção do rapper The-Dream, e ela consegue um contrato, como compositora, com a RedZone Entertainment. Então, ela passa a compor para alguns nomes famosos do R&B, como Mýa, Fantasia e Blu Cantrell.
Em 2002, Ciara, conhece o produtor musical Jazze Pha, que a contrata para seu selo independente "Sho'nuff", e eles começam a trabalhar em algumas faixas.

## Carreira

### 2003-2005: Goodies
Em 2003, Ciara termina o ensino médio na Riverdale High School em Riverdale, Geórgia, e se muda para Nova York, para investir em sua carreira de cantora. Jazze Pha, apresenta as faixas gravadas por Ciara ao empresário e fundador da gravadora LaFace Records, L.A. Reid. que oferece a Ciara um contrato de gravação. No final de 2003, ela dá inicio as gravações de seu primeiro álbum, com a ajuda do produtor musical Sean Garrett, do rapper Lil Jon, e a supervisão de Jazze.
Em 8 de junho de 2004, Ciara lança seu primeiro single "Goodies", com participação de Petey Pablo, e se torna um grande sucesso comercial, ficando no primeiro lugar na Billboard Hot 100 por sete semanas, e também alcança o primeiro lugar no Reino Unido.
Em 28 de setembro 2004, Ciara lança seu álbum de estúdio de estreia "Goodies", que estreia em terceiro lugar na Billboard 200, vendendo 125.000 cópias, e fica em primeiro na parada R&B/Hip-Hop Albums. O álbum rendeu mais dois singles de sucesso: "1, 2 Step" com participação da Missy Elliott, e "Oh" com participação de Ludacris, ambas alcançaram a segunda posição na Billboard Hot 100. O álbum foi certificado triplo de platina pela Recording Industry Association of America (RIAA), vendendo 5 milhões de cópias em todo o mundo, e recebeu quatro indicações ao Grammy Awards.
Em 2005, ela apareceu nos singles "Lose Control" de Missy Elliott, e "Like You" de Bow Wow, ambas chegaram ao terceiro lugar na Billboard Hot 100. No mesmo ano, ela vira o ato de abertura da Harajuku Lovers Tour, da Gwen Stefani.

### 2006-2007: Ciara: The Evolution
Ciara fez sua estreia como atriz no filme da MTV, "All You Got", em maio de 2006. Ela interpretou Becca Whiley, uma adolescente que está competindo em um torneio de vôlei.
Em 5 de dezembro de 2006, Ciara lançou seu segundo álbum de estúdio, "Ciara: The Evolution", e conseguiu o seu primeiro álbum número um na Billboard 200, e seu segundo número um nas paradas R&B/Hip-Hop Albums, com vendas de 338.000 cópias na primeira semana. O álbum foi certificado como platina pela RIAA nos EUA, e vendeu 1,3 milhão de cópias.
O primeiro single internacional do álbum ,"Get Up" com a participação do rapper Chamillionaire, alcançou a sétima posição na Hot 100, e ganhou certificado de platina. A música também fez parte da trilha sonora do filme "Step Up". O primeiro single do álbum nos EUA, "Promise", alcançou a 11ª posição na Hot 100, e se tornou seu terceiro single número um na parada Hot R&B/Hip-Hop Songs. "Like a Boy" foi lançado como o segundo single internacional, e alcançou o top 20 nos EUA e Reino Unido, tendo um bom desempenho pelo mundo. O quarto e último single do álbum, "Can't Leave 'em Alone", alcançou a posição 10 na parada Hot R&B/Hip-Hop Songs, e a posição 40 na Hot 100. Em outubro de 2006, Ciara fez sua primeira turnê como atração principal, intitulada de "Ciara: Live in Concert". A turnê passou por dezessete clubes em diferentes cidades dos Estados Unidos, e foi finalizada em 10 de dezembro. A critica elogiou sua habilidade na dança, e suas coreografias enérgicas.
Em agosto de 2007, ela foi a atração principal da turnê "Screamfest '07" com o rapper, T.I. No mesmo ano, se torna o ato de abertura da turnê Good Girl Gone Bad da Rihanna, no Reino Unido. Ela também apareceu no single "Promise Ring" da cantora Tiffany Evans, que fez sucesso nas paradas pelo mundo.

### 2008-2010: Fantasy Ride e Basic Instinct
No início de 2008, Ciara começou a trabalhar em seu terceiro álbum. Em uma entrevista ela revelou que estava trabalhando em duas faixas com Justin Timberlake, e que seu novo trabalho iria abranger os estilos pop e dance, além do R&B e do Hip-Hop. Em setembro, Ciara contribuiu para a música "Just Stand Up!" com outras quinze cantoras, que dividiram o palco para cantar a música ao vivo no dia 5 de setembro, durante o especial de televisão "Stand Up to Cancer". Em outubro, Ciara é homenageada como a "Mulher do Ano" pela Billboard. Em 26 de setembro de 2008, a faixa "Go Girl" em parceria com o rapper T-Pain, é lançada originalmente o primeiro single do novo álbum, porém não alcançou o sucesso esperado, chegando a posição 78 na Hot 100, e foi considerada um single promocional.
O primeiro single oficial do "Fantasy Ride" nos EUA, "Never Ever", com participação do rapper Young Jeezy, foi lançado em janeiro de 2009, e alcançou o top 10 na Hot R&B/Hip-Hop Songs, e a posição 66 na Hot 100. Foi certificado com Ouro pela RIAA, por 500 mil cópias vendidas. O segundo single nos EUA, e o primeiro internacionalmente, "Love Sex Magic" com participação de Justin Timberlake, foi lançado em 3 de março, e tornou-se um sucesso mundial, alcançando o top 10 em 20 países, e a décima posição na Billboard Hot 100. A música foi indicada a um Grammy Awards de "Melhor Colaboração Pop". "Work", o último single, com participação de Missy Elliott, obteve sucesso moderado. "Ciara to the Stage" não foi um single oficial, mas alcançou a quarta posição no Bubbling Under Hot 100, durante a semana em que o álbum foi lançado.
Em 3 de maio de 2009, Ciara lança seu terceiro álbum de estúdio "Fantasy Ride". O álbum vazou na internet quase dois meses antes antes do lançamento oficial, o que ajudou no baixo desempenho. "Fantasy Ride" estreou em terceiro lugar na Billboard 200, e vendeu em seu total apenas 206.000 cópias nos EUA. Em junho de 2009, Ciara foi o ato de abertura da turnê The Circus da Britney Spears, onde se apresentou oito noites na O2 Arena de Londres. Em julho de 2009, ela foi a atração principal da turnê "Jay-Z & Ciara Live" em parceria com o rapper Jay-Z. No mesmo ano, Ciara participou do single de Enrique Iglesias, "Takin' Back My Love". A música se tornou um sucesso internacional, alcançando o top 10 em mais de 15 países.
Em 14 de dezembro de 2010, Ciara lança o seu o quarto álbum de estúdio chamado "Basic Instinct". O título foi inspirado no filme de 1992, que possui o mesmo nome, estrelado por Sharon Stone. O primeiro single "Ride" com a participação do rapper Ludacris, alcançou o top cinco na parada Hot R&B/Hip-Hop Songs, e a posição 42 na Billboard Hot 100. Os outros singles foram, "Speachless" e "Gimmie Dat", que não tiveram impacto significativo nas paradas. "Basic Instinct" estreou na posição 44 da Billboard 200, com 37.000 cópias vendidas, sendo seu pior desempenho até então. O álbum recebeu certificado de prata pela British Phonographic Industry, em 6 de maio de 2022.

### 2011–2014: Ciara
Em fevereiro de 2011, dois meses após o lançamento do álbum, Ciara publicou um comunicado detalhando os problemas que estava enfrentando com a gravadora. Ela revelou que pagou mais de 100 mil dólares pelo videoclipe de "Gimmie Dat", e que a gravadora se recusava a promover os singles nas rádios e televisão. Ciara criticou abertamente sua gravadora pela falta de apoio aos seus últimos trabalhos, e pediu para ser liberada de seu contrato com a LaFace Records/Jive Records. No mesmo ano, após entrar em um acordo com o seu empresário L.A. Reid, Ciara foi liberada do contrato, e foi divulgado que ela tinha assinado um novo contrato com a Epic Records, e que começaria a trabalhar em seu novo álbum, intitulado "One Woman Army" (porém o titulo acabou sendo descartado pela Epic).
Em 13 de setembro de 2012, Ciara lança seu novo single "Sorry", que atingiu o top 40 na Hot R&B/Hip-Hop Songs, e alcançou a 22ª posição na Bubbling Under Hot 100. Em 25 de outubro de 2012, ela lança o single "Got Me Good". O videoclipe da faixa, estreou no mesmo dia, nos telões daTimes Square em Nova York. Porém, a gravadora decidiu não incluir nenhuma dessas faixas na tracklist do álbum, devido ao baixo desempenho nas paradas. Em vez disso, anunciaram que uma nova música intitulada "Body Party" serviria como single principal. No mesmo, ela apareceu na comédia estrelada por Adam Sandler, That's My Boy, como Brie.
"Body Party", foi lançada em março de 2013, e alcançou a posição 22 na Billboard Hot 100, e a segunda posição na parada Hot R&B/Hip-Hop Songs. O segundo single foi "I'm Out" com participação da rapper Nicki Minaj, atingiu a posição 44 na Hot 100, recebendo certificação de ouro da RIAA. Em 9 de julho de 2013, Ciara lança seu quinto álbum de estúdio, autointitulado ''Ciara'', pela Epic Records. O álbum estreou em segundo lugar na Billboard 200, e no R&B/Hip-Hop Albums, com 59.000 cópias vendidas na primeira semana. O terceiro single escolhido foi ''Overdose'' porém, não ganhou um  vídeo e nem divulgação, devido a gravidez da cantora de seu primeiro filho, Future Zahir, que nasceu em maio de 2014, fruto de seu relacionamento com o rapper Future.

### 2015-2019: Jackie e Beauty Marks
Ciara fez seu retorno a música em 26 de janeiro de 2015, com o lançamento do single, "I Bet". A música fala sobre seu término de relacionamento com o rapper Future, após o nascimento de seu filho. Esse se tornou o primeiro single do novo álbum, e chegou a posição 43.na Hot 100, recebendo um certificado de platina da RIAA, por um milhão de cópias vendidas nos EUA.
O sexto álbum da cantora intitulado "Jackie" foi lançado em 1 de maio de 2015, pela Epic Records, e estreou na 17ª posição na Billboard 200 com 25.000 cópias.  O segundo e último single, "Dance Like We're Making Love", foi lançado em 16 de julho, e chegou a posição 100, da Hot 100. Ela deu início a turnê "Jackie Tour", que consistiu em 19 shows, com inicio em 3 de maio de 2015, em Chicago, sendo finalizada em 5 de julho de 2015, em Londres. Em 2016, a Billboard anunciou que Ciara e Ludacris seriam os apresentadores do Billboard Music Awards daquele ano. Poucos meses depois, ela anunciou durante o tapete vermelho do American Music Awards que estava grávida novamente.
Em 27 de janeiro de 2017, foi anunciado que Ciara havia assinado contrato com a Warner Bros. Records. No entanto, o CEO da Warner Records não concordou com a direção musical, e como resultado, o contrato de Ciara foi rescindido e ela recebeu gratuitamente os masters das sessões de gravação. No mesmo ano, ela lançou sua própria gravadora e empresa de entretenimento, "Beauty Marks Entertainment (BME)".
Em 17 de julho de 2018, Ciara lança o single e o videoclipe de, "Level Up", que alcançou a posição 59 na Billboard Hot 100, e a 23 na parada Hot R&B/Hip-Hop Songs dos EUA, recebendo certificação de Platina pela RIAA. Seu sétimo álbum de estúdio "Beauty Marks", lançado em 10 de maio de 2019, por sua própria gravadora. O álbum também gerou os singles "Freak Me", "Dose", "Greatest Love" e "Thinkin Bout You", a última ela apresentou no Billboard Music Awards de 2019. O álbum estreou na posição 87 na Billboard 200, e na posição 48 na Top R&B/Hip-Hop Albums.
Em 8 de novembro de 2019, Ciara participa do single "Evapora" da cantora brasileira IZA, junto com Major Lazer. Em julho de 2019, foi anunciado que Ciara seria jurada ao lado de David Dobrik e Debbie Gibson, em uma competição musical na Nickelodeon, intitulada "America's Most Musical Family".

### 2020-atualmente: CiCi e The Color Purple
Em 13 de agosto de 2020, Ciara lança uma música e um vídeo intitulado "Rooted", com participação de Ester Dean. Entre 2020 e 2021, Ciara e seu marido Russell Wilson, embarcaram em vários projetos de negócios, abrindo a casa de moda "The House of LR&C", e fundaram a produtora "Why Not You Productions", onde assinaram um contrato de produção com a Amazon MGM Studios. Em meio à pandemia de COVID-19, Ciara doou um milhão de refeições à Food Lifeline para ajudar a região de Puget Sound.
Em março de 2022, foi anunciado que Ciara havia se juntado ao elenco do musical The Color Purple, como Nettie Harris. Em 29 de junho, foi anunciado que Ciara havia assinado um novo contrato discográfico com a Republic Records e a Uptown Records, em parceria com sua gravadora, Beauty Marks Entertainment. O oitavo álbum de estúdio de Ciara será lançado pela parceria. O primeiro lançamento foi o single "Jump", lançado em 8 de julho de 2022, com participação do Costa Contra. Em 28 de setembro de 2022, Ciara lança o single "Better Thangs", em parceria com Summer Walker.
Em 24 de março de 2023, Ciara lança o single "Da Girls", que foi seguido de um remix com Lola Brooke e Lady London. Em 14 de abril, Ciara aparece como convidada durante a apresentação de Jackson Wang no Coachella. A dupla apresentou a música "Left, Right Remix" de XG, e um medley de sucessos da Ciara: "Lose Control", "Level Up", "Goodies" e "1, 2, Step". Também apresentaram um pequeno trecho de "Slow", parceria dos dois, que foi lançada no mesmo dia. Em 25 de abril, a dupla lança o videoclipe de "Slow". Em 12 de maio, Ciara lança "Versions", um EP com remixes de "Da Girls". Em 30 de junho, Ciara participa do single "Get Loose" de Agnez Mo. Em agosto, Ciara anunciou que seu EP, intitulado "CiCi", seria lançado dia 18. O single principal do EP foi "How We Roll", que também conta com Chris Brown. Em 18 de agosto, Ciara lança o EP "CiCi"; o videoclipe do segundo single, "Forever", que conta com a participação de Lil Baby, também foi lançado no mesmo dia. Em 3 de novembro, Ciara lançou um remix de "How We Roll", com rap de Lil Wayne. Em 10 de novembro, Ciara lança o single "Fantasy", em colaboração com o trio canadense de EDM Keys N Krates.

## Vida Pessoal
Em 2005, Ciara começou a namorar o rapper Bow Wow. O casal se separou após um ano, pela infidelidade da parte de Bow Wow. Ela também já se relacionou com o rapper 50 Cent, e o com o jogador Amar'e Stoudemire.
Em 19 de maio de 2014, Ciara teve seu primeiro filho, Future Zahir Wilburn, fruto de um relacionamento com o rapper Future. Ciara e Future ficaram noivos em outubro de 2013, mas se separaram em agosto de 2014. Ciara começou a namorar o jogador de futebol americano Russell Wilson, no início de 2015. Eles anunciaram o noivado em 11 de março de 2016, e no dia 6 de julho eles se casaram. Em 28 de abril de 2017, Ciara deu a luz a sua segunda filha, Sienna Princess Wilson. Seu terceiro filho, Win Harrison Wilson, nasceu em 23 de julho de 2020, e em 11 de dezembro de 2023, eles deram as boas-vindas a uma menina, Amora Princess.

## Discografia

### Álbuns de estúdio
- Goodies (2004)
- Ciara: The Evolution (2006)
- Fantasy Ride (2009)
- Basic Instinct (2010)
- Ciara (2013)
- Jackie (2015)
- Beauty Marks (2019)
- CiCi (2023)

## Filmografia

### Filmes
| Ano  | Título                | Papel         | Notas           |
| ---- | --------------------- | ------------- | --------------- |
| 2006 | All You've Got        | Becca Watley  | Filme da MTV    |
| 2012 | Mama, I Want to Sing! | Amara Winter  | Filmado em 2009 |
| 2012 | That's My Boy         | Brie          |                 |
| 2023 | The Color Purple      | Nettie Harris |                 |

### Televisão
| Ano       | Título                          | Papel     | Notas                                                            |
| --------- | ------------------------------- | --------- | ---------------------------------------------------------------- |
| 2005      | My Super Sweet 16               | Ela mesma | Episódio: "Amanda"                                               |
| 2005      | Punk'd                          | Ela mesma | Episódio 7, Temporada 4                                          |
| 2009      | Saturday Night Live             | Ela mesma | Episódio: "Justin Timberlake/Ciara"                              |
| 2009      | America's Next Top Model        | Ela mesma | Episódio: "Take Me to the Photo Shoot"                           |
| 2011      | Hellcats                        | Ela mesma | Episódio: "Land of 1,000 Dances"                                 |
| 2011      | Keeping Up with the Kardashians | Ela mesma | Episódio: "Kim's Fairytale Wedding: A Kardashian Event - Part 2" |
| 2012      | Idols South Africa              | Ela mesma | (8° Temporada) Top 2 - Final                                     |
| 2013      | The Game                        | Ela mesma | Papel recorrente (6° Temporada)                                  |
| 2015      | I Can Do That                   | Ela mesma | Competidora                                                      |
| 2015      | Nicky, Ricky, Dicky & Dawn      | Ela mesma | Episódio: Go Hollywood                                           |
| 2015      | Project Runway                  | Ela mesma | Episódio: "Make It Sell"                                         |
| 2016      | Billboard Music Awards          | Ela mesma | Apresentadora                                                    |
| 2018      | RuPaul's Drag Race All Stars    | Ela mesma | Episódio: "Super Girl Groups, Henny"                             |
| 2019-2020 | America's Most Musical Family   | Ela mesma | Jurada                                                           |
| 2022      | Janet Jackson                   | Ela mesma | Documentário / Episódio: "Part 3 & 4"                            |
| 2024      | Finding Your Roots              | Ela mesma | Episódio: "Born to Sing"                                         |

## Turnês

### Artista Principal
- 2006: Ciara: Live in Concert
- 2007: Screamfest '07 (com T.I.)
- 2009: Jay-Z & Ciara Live (com Jay-Z)
- 2015: The Jackie Tour
- 2019: Beauty Marks Tour[83]

### Ato de Abertura
- 2005: Harajuku Lovers Tour (Gwen Stefani)[84]
- 2007: Good Girl Gone Bad Tour (Rihanna)[85]
- 2009: The Circus Starring Britney Spears (Britney Spears)[86]
- 2018: 24K Magic World Tour (Bruno Mars)[87][88]
- 2024: Out of This World: The Missy Elliott Experience Tour (Missy Elliott)[89]